# Rinodina convexula
Rinodina convexula är en lavart som beskrevs av H.Magn.. Rinodina convexula ingår i släktet Rinodina, och familjen Physciaceae. Arten är reproducerande i Sverige.